# نبيه عربي كاتبي
نبيه عربي كاتبي ممثل سوري شارك في مسلسل وراء الشمس و مسلسل باب الحارة الجزء السابع.